# مارغريت هودجز
مارغريت هودجز (بالإنجليزية: Margaret Hodges) هي كاتبة للأطفال وكاتِبة أمريكية، ولدت في 26 يوليو 1911، وتوفيت في 13 ديسمبر 2005.